# Cathy Richardson
Cathy Richardson (Peoria, 21 febbraio 1969) è un cantante statunitense, nota come frontwoman della band country rock Jefferson Starship.

## Biografia
Nata a Peoria, è cresciuta a Burr Ridge, e si è diplomata alla Hinsdale Central High School. Prima di iniziare la sua carriera musicale, Richardson ha lavorato come meccanico presso la stazione di servizio di suo padre. Ha iniziato la sua carriera musicale a tempo pieno nel 1990.
È stata presentata a Jim Peterik che l'ha guidata e aiutata con i suoi primi due album. Ha anche co-scritto canzoni con Peterik, ed è un'ospite abbastanza frequente nei suoi concerti al World Stage.
Ha inoltre lavorato come doppiatrice nella serie di marionette Jack's Big Music Show; nell'episodio pilota, ha interpretato la voce di uno dei personaggi principali.
Nel 2004, insieme direttore artistico Bill Dolan sono stati nominati per il Grammy Award per il miglior pacchetto di registrazione per l'album The Road to Bliss.
Nel 2008 è diventata la nuova cantante della band di San Francisco Jefferson Starship e appare nell'album Tree of Liberty.

## Discografia

### Solista
- 1993 - Moon, Not Banana
- 1995 - Fools on a Tandem
- 1998 - Snake Camp
- 2001 -  Buzzzed
- 2003 - The Road to Bliss
- 2006 - Delusions of Grandeur

### Con i Jefferson Starship
- 2008 - Jefferson's Tree of Liberty
- 2020 - Mother of the Sun